# Банковская система Приднестровской Молдавской Республики
Банковская система Приднестровья как независимого государства начала складываться в конце 1992 года. Она состоит из двух уровней: Приднестровского республиканского банка и коммерческих банков.
Республиканский банк осуществляет регулирование в области адекватности капитала и риска, устанавливает минимальные требования капитала для всех коммерческих банков, зарегистрированных в стране.
Коммерческие банки Приднестровья:
- Приднестровский Сбербанк
- Агропромбанк
- Эксимбанк

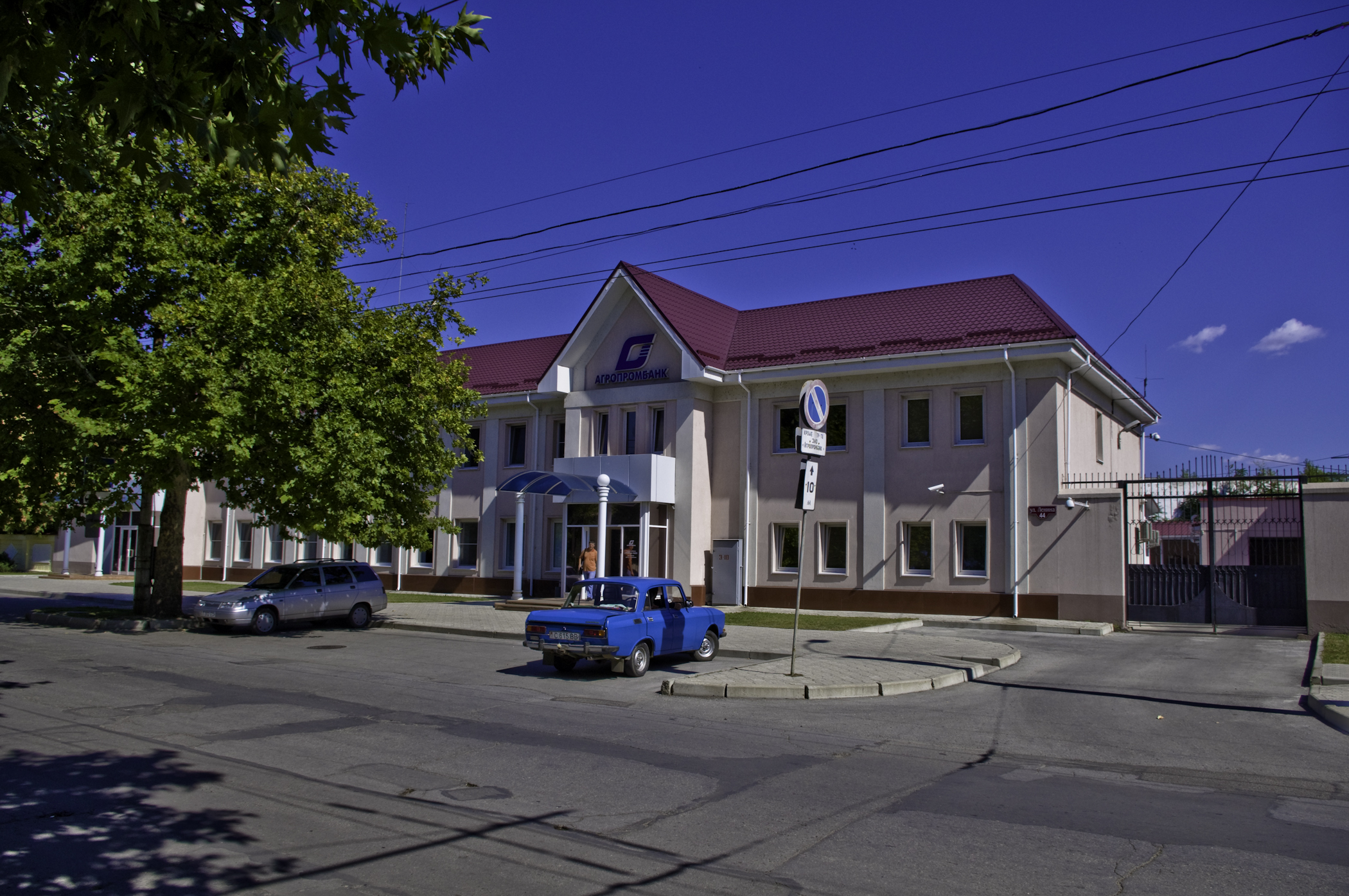
«Агропромбанк» - крупнейший коммерческий банк Приднестровья

- Банк сельскохозяйственного развития (ликвидирован[3])
- Банк Ламинат (в процессе ликвидации с 5 мая 2012 года)
- Бендерысоцбанк (ликвидирован 30 июня 2014 года)
- Тиротекс Банк (26 июня 2014 года «Тиротекс Банк» был присоединён к «Агропромбанк»[4])
- Промстройбанк (ликвидирован от 15.11.2013[5])